# Takeshima

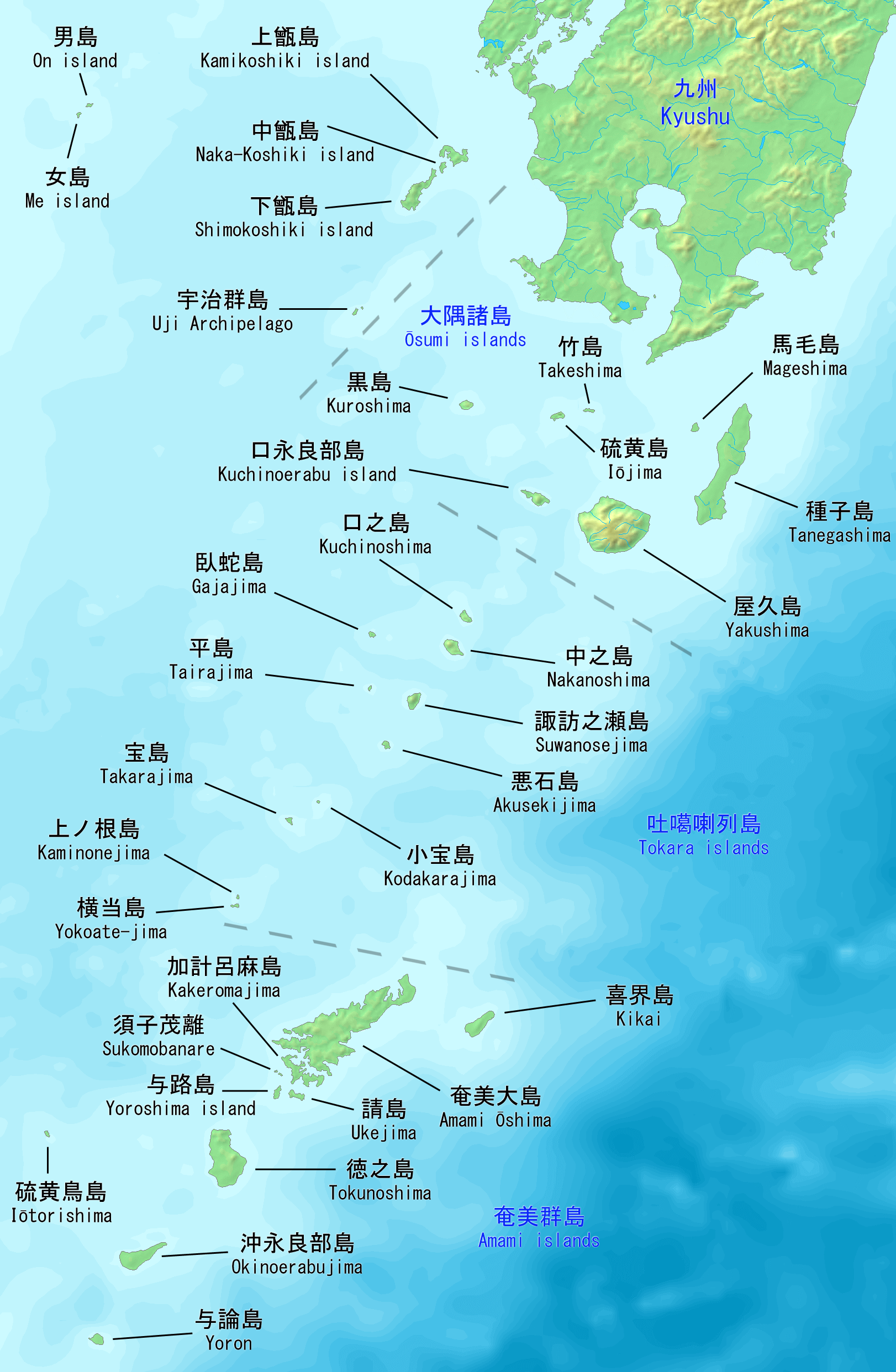
Lägeskarta

För andra betydelser, se Takeshima (olika betydelser).
Takeshima (japanska  (竹島?) Takeshima, "Bambuön") är en ö i Mishimaöarna, ett delområde bland Osumiöarna i nordvästra Stilla havet som tillhör Japan.

## Geografi
Takeshima är den minsta ön bland Mishimaöarna och ligger cirka 50 kilometer söder om Kyushuön och ca 125 km söder om Kagoshima.
Ön är av vulkaniskt ursprung och har en areal om ca 4,2 km². Klimatet är subtropiskt och ön täcks till stora delar av bambuskog (släktet Ryukyu-chiku) (1).
Befolkningen uppgår till ca 90 invånare. Ön ingår i förvaltningsområdet Mishima-mura som tillhör Kagoshima-prefekturen.
Ön kan endast nås med fartyg då den saknar flygplats, det finns regelbundna färjeförbindelser med staden Kagoshima på fastlandet. Restiden är ca 3 timmar.

## Historia
Det är osäkert när ön upptäcktes. De första dokumenterade omnämnandena finns i boken Nihonshoki från 720-talet.
Ön är en del av det gamla stadsområdet Jitto. Jitto och ön utgjorde fram till 1609 en del i det oberoende kungadömet Kungariket Ryukyu.
1609 invaderades Ryūkyūriket av den japanska Shimazuklanen under den dåvarande Daimyo som då kontrollerade området i södra Japan. Området införlivades sedan i Shimazuriket.
1879 under Meijirestaurationen införlivades riket i Japan, och ön blev först en del av länet "Satsuma-provinsen" och 1897 en del av "Osumi-provinsen".
Under andra världskriget ockuperades området våren 1945 av USA. De tre Mishimaöarna förblev under japansk förvaltning och bildade då stadsområdet Mishima. Övriga öar förvaltades av USA fram till 1953 då de återlämnades till Japan. Efter återlämnandet delades Jitto sedan i nuvarande Toshima-mura och Mishima-mura
1973 införlivades området i Kagoshima-distriktet som del i Kagoshimaprefekturen.